# Biserica de lemn din Nandra

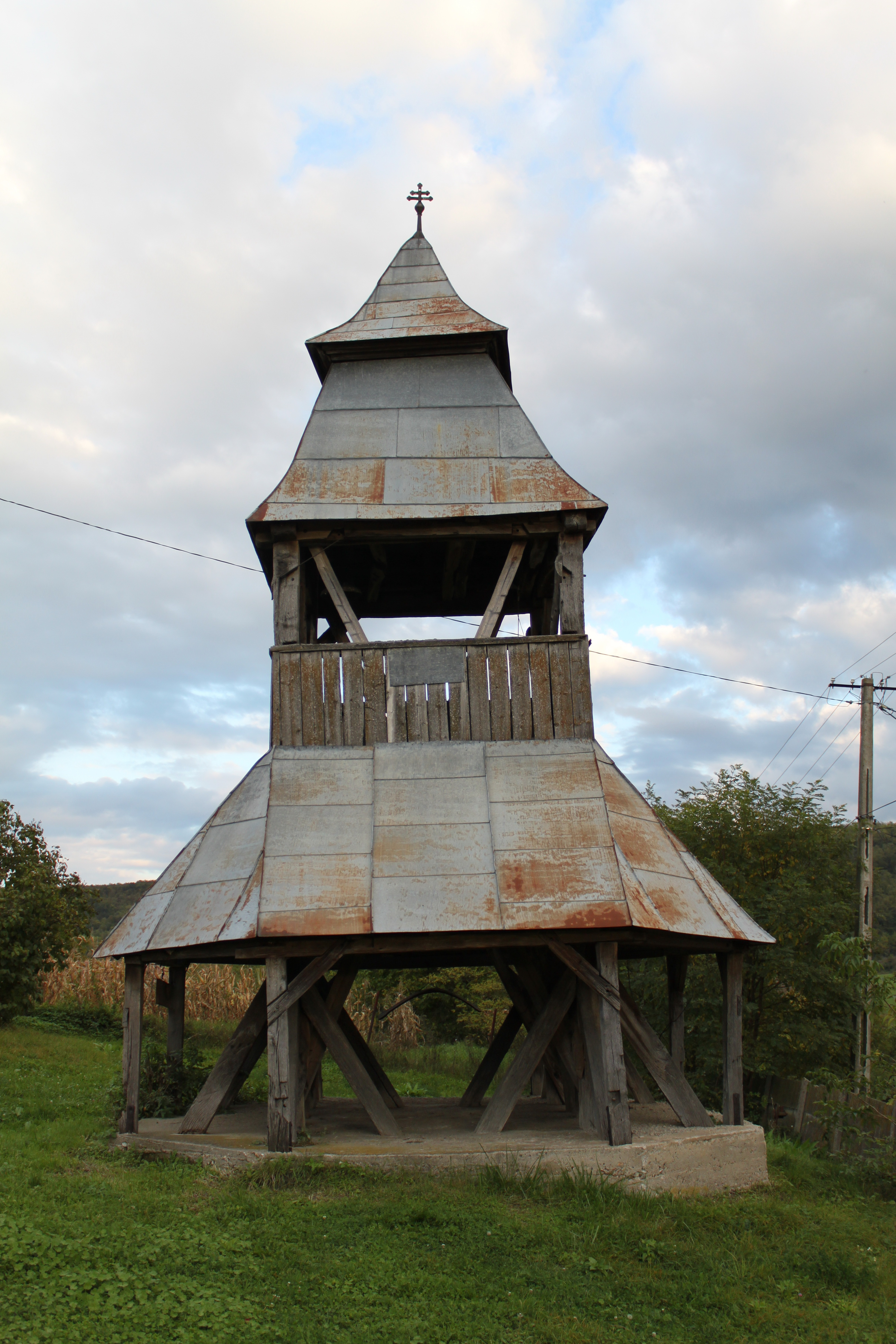
Clopotniţa fostei biserici de lemn din Nandra, judeţul Mureş

Biserica de lemn din Nandra, comuna Bichiș, județul Mureș. 

## Imagini

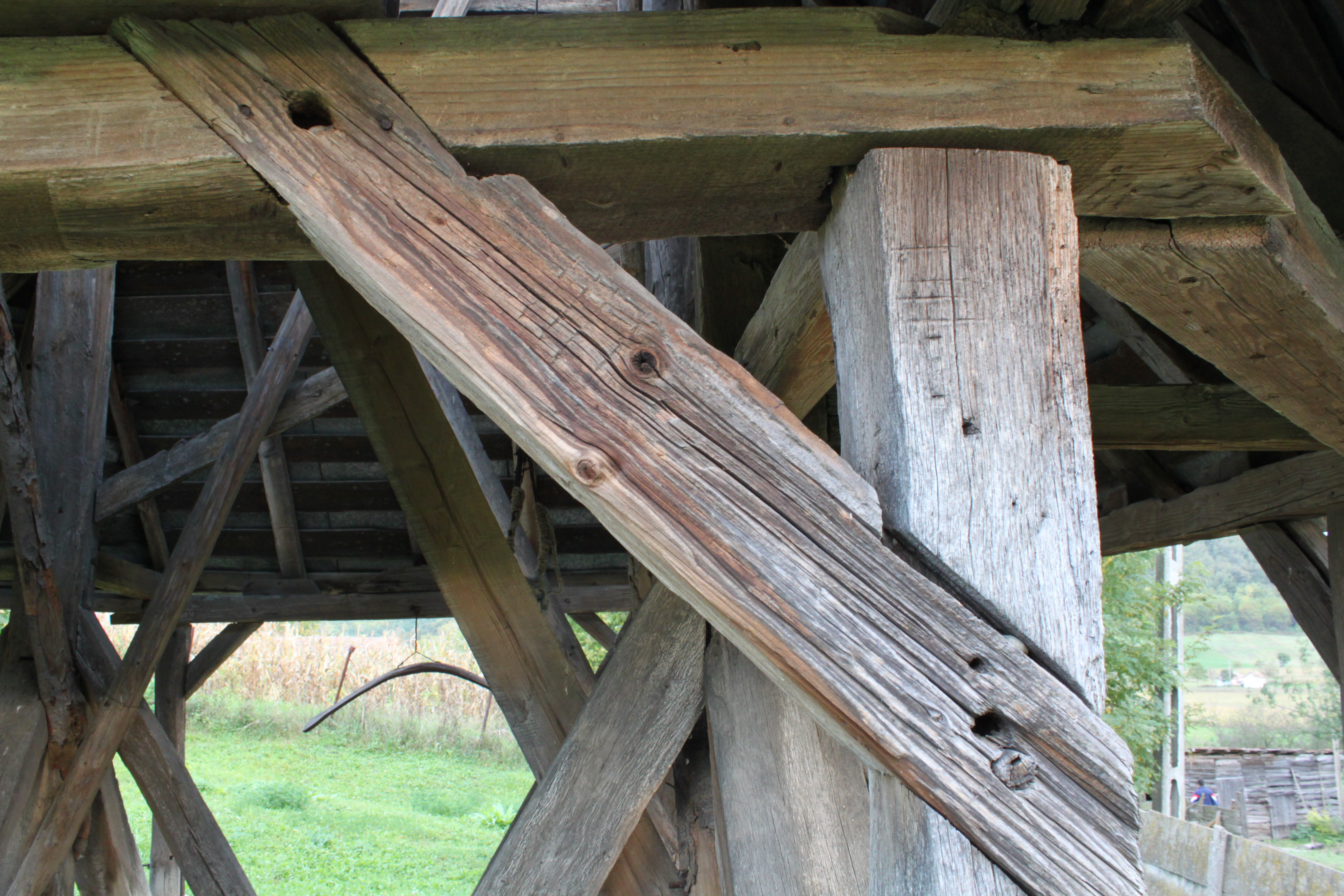
Însemnarea grinzilor în vederea asamblării clopotniţei
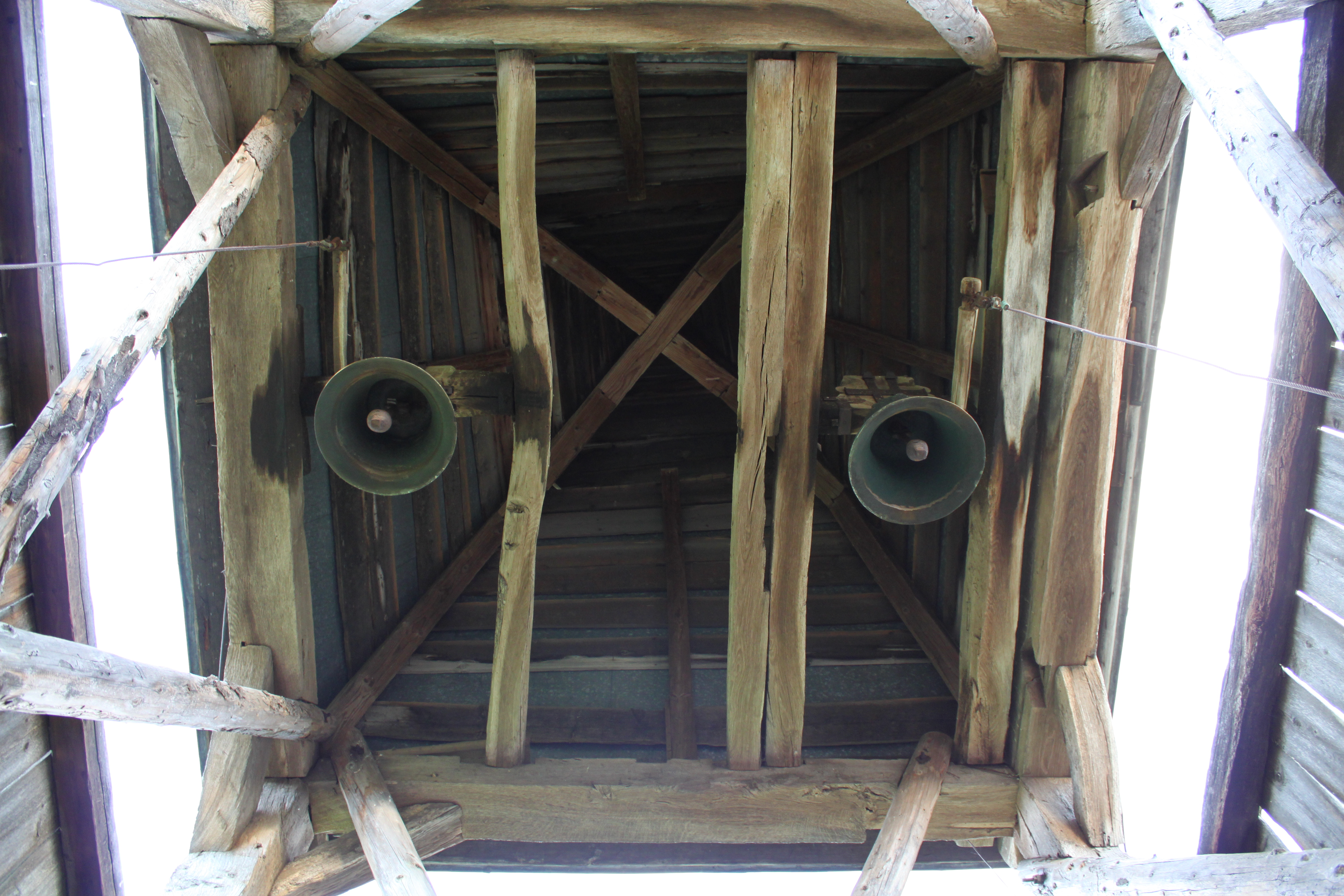
Clopotele
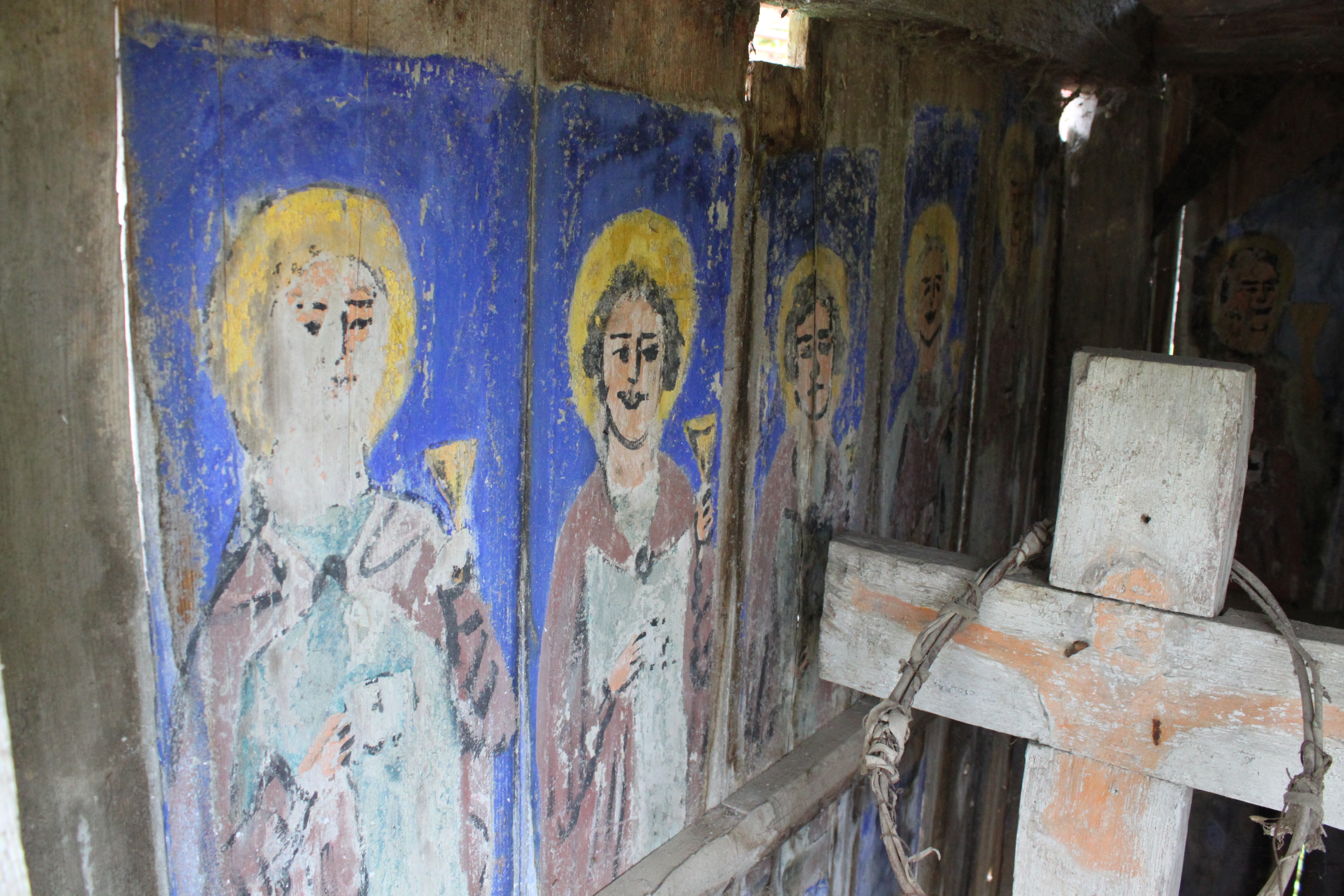
Pictura troiţei
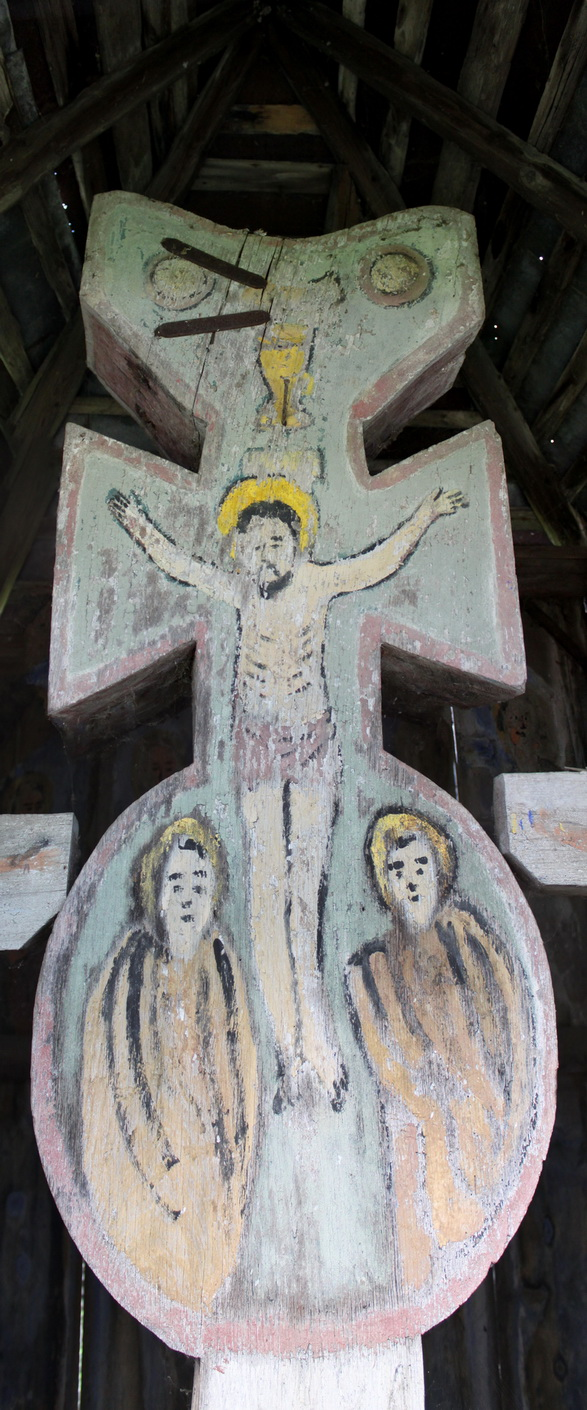
Crucea
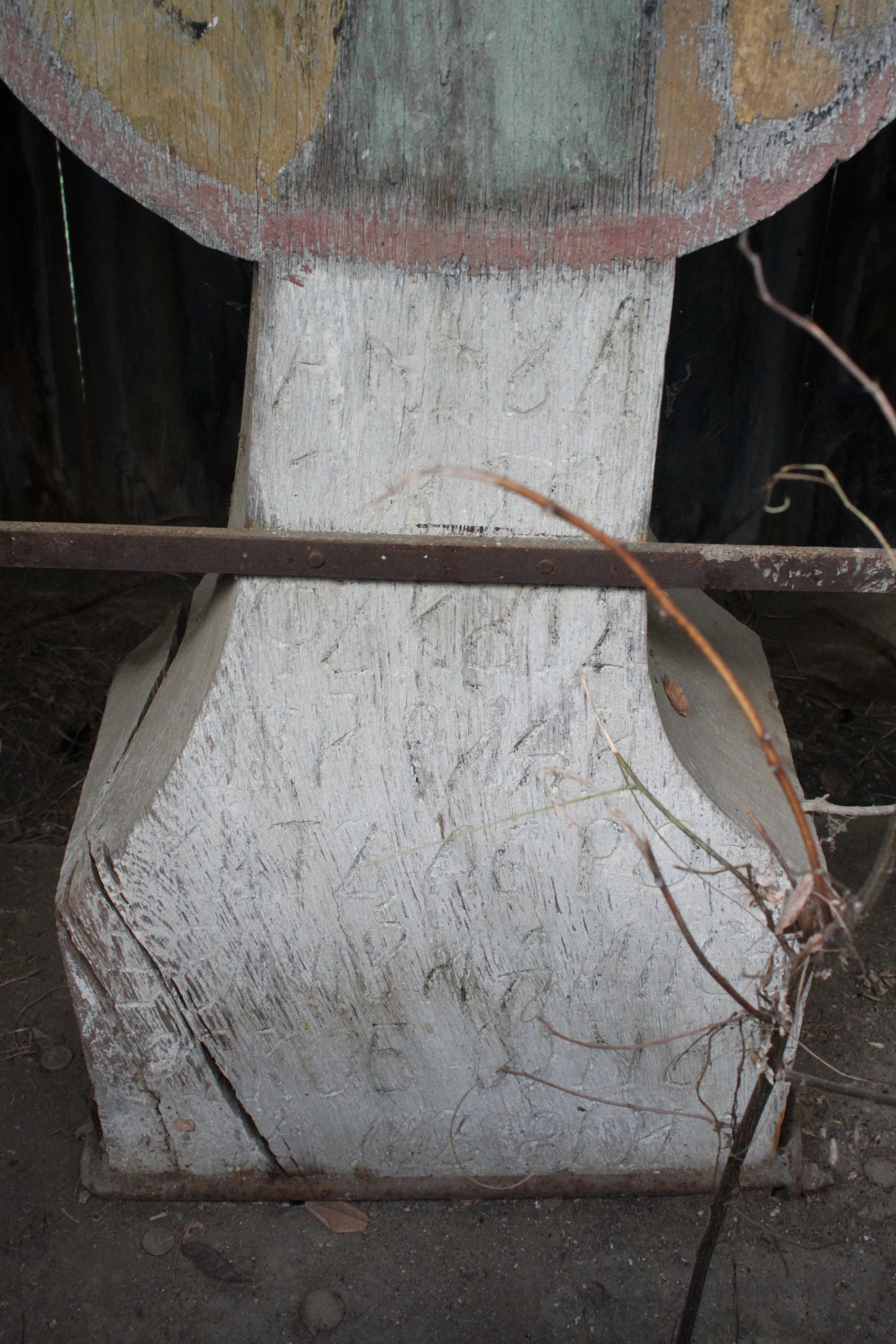
Baza troiţei
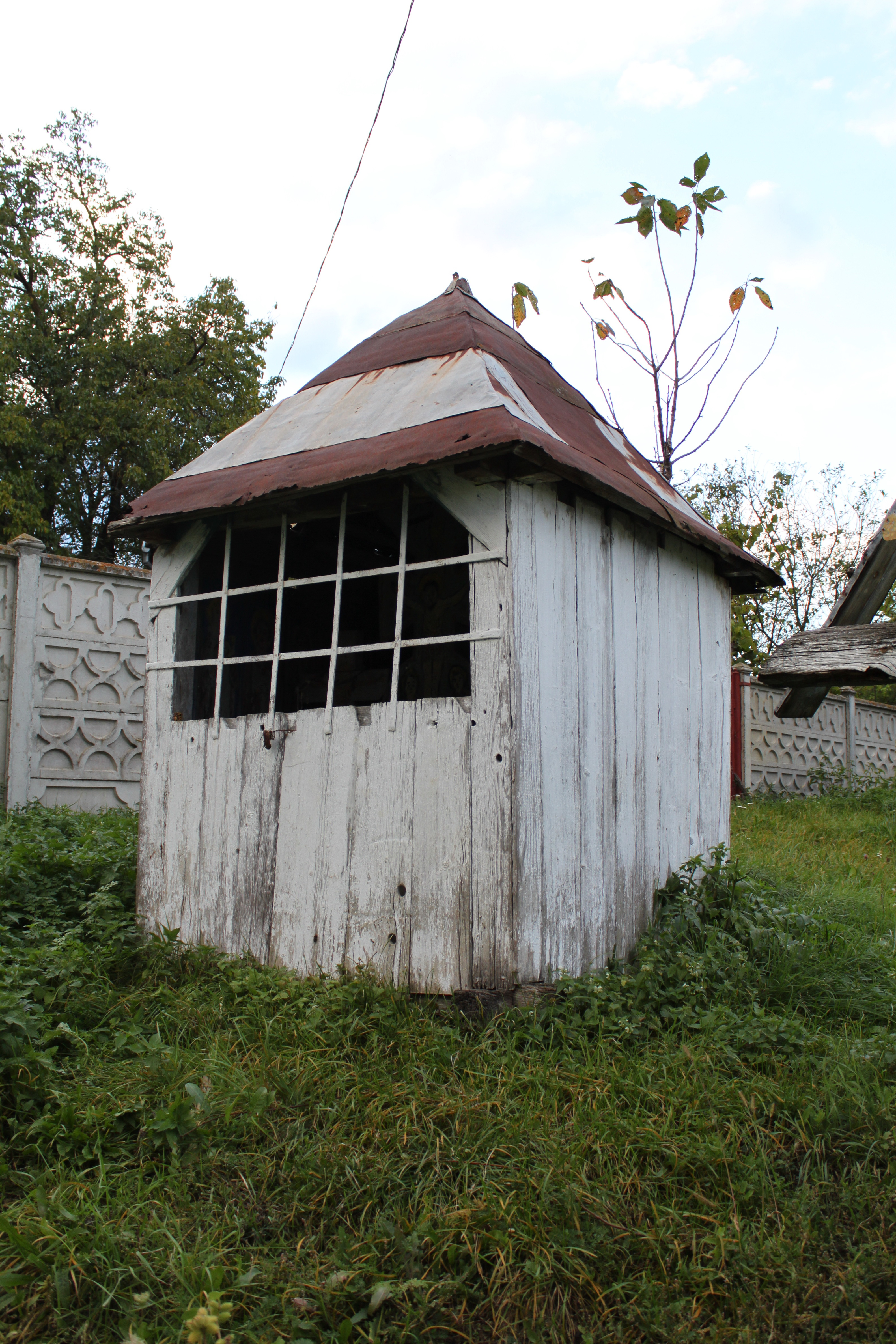
Troiţa de la intrarea în sat